# Fiat 626RN
Le Fiat 626RN était un autocar fabriqué par la division autobus de Fiat V.I., branche du groupe italien Fiat.
Il a été lancé au tout début de la seconde guerre mondiale, en 1939, quasiment simultanément avec le camion Fiat 626 pour assurer le transport des populations italiennes.
Cet autobus, comme tous les modèles dans le monde à cette époque, utilisait le châssis surbaissé dérivé d'un camion existant avec un moteur placé à l'avant du véhicule, donc dans une position encombrante pour l'accès des voyageurs et la conduite. (Cf les cars Chausson qui ont gardé jusque dans les années 80 ce type de conception).
Le Fiat 626 RN, d'une longueur normalisée en Italie, de 10 mètres, était équipé du même moteur que le camion, le fameux Fiat 326, un 6 cylindres de 5.750 cm3, développant 70 ch DIN dans sa version originelle. Ce moteur s'avèrera robuste, fiable et très peu gourmand en gazole. Le poste de conduite était à droite, comme le voulait le code de la route italien de l'époque.
Le Fiat 626 RN connaîtra deux versions, l'une de 9 mètres de longueur, l'autre allongée à 10 mètres. Contrairement à la coutume en Italie, le modèle de base Fiat Cansa ne sera épaulé par les versions des carrossiers spécialisés Barbi, Bianchi, Dalla Via, Menarini, Orlandi, Viberti en raison du manque de matériaux durant la guerre.
Cet autobus sera également décliné en version urbaine sous la référence 626RNU.
Notas :
- RN signifie : R - ribassato, le châssis d'origine dérivé du camion correspondant a été abaissé pour être compatible avec l'accès à bord des passagers. N comme pour les camions désigne le type de carburant N = nafta, gaz-oil en italien et U pour urbain.
- Cansa est l'acronyme de "CArrozzerie Novaresi Società Anonima" - Carrosseries de Novare Société Anonyme. Cette société de carrosserie industrielle était une filiale de Fiat Bus dont les ateliers et le siège social est implanté à Cameri, près de Novare. Avec l'introduction du Fiat 343 Cameri, en 1972, l'appellation commerciale devint "Carrozzeria Fiat Cameri".

La production du Fiat 626 RN cessa en 1949 pour être remplacé par le Fiat 640RN lancé en 1949, suivi par le Fiat 642RN en 1953. Beaucoup d'entre eux ont retrouvé une seconde jeunesse en Afrique et dans les pays de l'Est.